# Tobias Lundin Gerdås
Thorsten Olof Tobias Lundin Gerdås, tidigare Gustafsson, född 14 oktober 1983 i Lysekils församling, Göteborgs och Bohus län, är en svensk politiker (socialdemokrat) som mellan februari 2020 var statssekreterare åt socialminister Lena Hallengren t o m september 2022, då s förlorade valet. Han var tidigare stabschef på Socialdepartementet och politiskt sakkunnig åt statsminister Stefan Löfven. Lundin Gerdås har även varit politiskt sakkunnig åt dåvarande civilminister Ardalan Shekarabi och gymnasie- och kunskapslyftsminister Aida Hadzialic. 
Som statssekreterare på Socialdepartementet ansvarar Lundin Gerdås bland annat för socialtjänst, funktionshinderspolitik, ANDTS-frågor, den sociala barn- och ungdomsvården samt förebyggande frågor inom 34-punktsprogrammet mot gängkriminalitet. 
Lundin Gerdås är bosatt i Stockholm, är gift och har ett barn.